# Fritz Volbach
Fritz Volbach, född den 17 december 1861 i Wipperfürth i Rhenprovinsen, död den 30 november 1940 i Wiesbaden, var en tysk dirigent, tonsättare och musikskriftställare.  
Volbach genomförde universitetsstudier i Heidelberg och Bonn, utbildade sig därefter i musik vid konstakademiens konservatorium och institutet för kyrkomusik i Berlin, verkade som lärare och kördirigent där och från 1892 i Mainz, blev 1907 musikdirektor vid universitetet i Tübingen och fick professors titel. Han gick 1914 som frivillig ut i Första världskriget, vid västfronten, ledde där till krigets slut den tyska symfoniorkestern, blev 1919 stadsmusikdirektor och professor vid universitetet i Münster samt stiftade högskolan för musik i samma stad, där han också dirigerade musikföreningen.
Volbach komponerade symfoniska dikter, en symfoni, kantater, operan Die Kunst zu Helen (1910), 2 pianokvintetter med mera. Han författade biografier över Händel (1898; flera upplagor) och Beethoven (1905), Die deutsche Musik im 19. Jahrhundert (1909), Das moderne Orchester (2 band, 1910-19), Die Instrumente des Orchesters (1913), Die Kunst der Sprache (på grundval av Julius Heys sångmetod; 2:a upplagan 1914) och Die Klaviersonaten Beethovens (1919).